# لورينزو غراي
لورينزو غراي (بالإنجليزية: Lorenzo Gray)‏ هو لاعب كرة قاعدة أمريكي، ولد في 4 مارس 1958 في موند بايو في الولايات المتحدة.

## وصلات خارجية
- لورينزو غراي على موقعبيزبول رفرنس.كوم (الدوري الرئيسي) (الإنجليزية)
- لورينزو غراي على موقعبيزبول رفرنس.كوم (الدوري الثانوي) (الإنجليزية)